# جيري رينولدز (سياسي أيرلندي)
جيري رينولدز (بالإنجليزية: Gerry Reynolds)‏ هو سياسي أيرلندي، ولد في 1 أبريل 1961.

## مناصب
- انتخب عضو مجلس الشيوخ من أيرلندا عن دائرة Industrial and Commercial Panel [الإنجليزية]‏ وقد انضم خلال فترته النيابية ‏ (25 أبريل 1987 – 15 يونيو 1989) للكتلة البرلمانية فاين جايل.
- انتخب عضو مجلس الشيوخ من أيرلندا عن دائرة Industrial and Commercial Panel [الإنجليزية]‏ وقد انضم خلال فترته النيابية ‏ (17 فبراير 1993 – 6 يونيو 1997) للكتلة البرلمانية فاين جايل.
- في الانتخابات العمومية الإيرلندية 1992 [الإنجليزية]‏، انتخب نائب دييل عن دائرة Sligo–Leitrim (Dáil constituency) [الإنجليزية]‏ وقد انضم خلال فترته النيابية ‏ (29 يونيو 1989 – 5 نوفمبر 1992) للكتلة البرلمانية فاين جايل.
- في الانتخابات العمومية الإيرلندية 1997 [الإنجليزية]‏، انتخب نائب دييل عن دائرة Sligo–Leitrim (Dáil constituency) [الإنجليزية]‏ وقد انضم خلال فترته النيابية ‏ (26 يونيو 1997 – 25 أبريل 2002) للكتلة البرلمانية فاين جايل.

## وصلات خارجية
- الموقع الرسمي